# Huaca La Florida
La Huaca La Florida es un sitio arqueológico ubicado en el distrito de Rímac, en la ciudad de Lima, capital del Perú. Es contemporáneo al periodo formativo, con una antigüedad de 1700 a. C. contiene los restos de un complejo arquitectónico con plano en forma de “U”, siendo el más representativo de este estilo, así como uno de los más antiguos. Su presencia solo aporta más valor histórico a un distrito como el Rímac, el cual es reconocido como Patrimonio Cultural de la Humanidad (1991). Se sitúa en cercanía a sitios importantes como el Paseo de Aguas, Alameda de los Descalzos y en especial a las Lomas de Amancaes.

## Ubicación geográfica
Huaca La Florida se encuentra en la urbanización homónima, en el distrito de Rímac, ciudad de Lima, capital del Perú. Está situada sobre el margen derecho del río Rímac a 11 kilómetros del océano Pacífico. Pertenece a la unidad hidrográfica del río Rímac. Sus coordenadas en el plano geográfico son 12° latitud sur y 77° longitud oeste, a una altitud de 133 m s. n. m. Su extensión es de aproximadamente 10 hectáreas, colindando con el centro deportivo La Florida - Sporting Cristal. Con respecto a la accesibilidad, la Huaca está ubicada en cercanía con asentamientos humanos y se encuentra en un lugar urbano. 

## Estudios
En Pacopampa se presencia la primera evidencia de alfarería temprana, además presenta la arquitectura de plataformas aterrazadas y columnas, en el centro ceremonial Kotosh se presenta una plaza cuadrangular con desnivelación con fogón al medio, ahora bien estas características pasa de la sierra a la costa norte, donde observa esta tradición arquitectónica en Huaca Lucía y aledaña como es el caso de Caral en Supe, y finalmente estas características se juegan un papel tanto en la idolología como en el arte y trascienden para dar paso en la costa central a los templos en U, que presentan plataformas aterrazadas. Esta mezcolanza de construcción y orientación obedecen a factores místico de la fluctuación entre ideologías andino – amazónicas, medularmente el culto al felino. La modelo en U representaría la boca del jaguar,  puesto que  se relaciona a los astros, fecunda la tierra y representa al jefe supremo, se entiende que daba las pautas del que hacer del hombre en su entorno, es el Kaypacha, este pensamiento al lado del cauce del río que en la costa se orienta al NE es la razón de su direccionamiento espacial, debido a que al ser una sociedad dependiente de la agricultura orientarían su predisposición en los grandes cerros o Apus, donde se originan estos ríos que dan vida al valle bajo.
El contexto socioeconómico que presenta en la costa central y el valle del Rímac, son concentraciones de poblaciones. parcialmente grandes, guardando principalmente en el valle bajo y cerca de los ríos.
La eclosión de estas construcciones se obedecerían a una forma de organización jerarquizada, el cual la parte de mayor estructura estaba dirigido por  ideológicos y políticos que tenían influencias en las fuerzas productivas que vendrían a articular la sociedad, este colaboraban en las fuerzas productivas y pagaba el tributo, y así  construían los centros ceremoniales, que probablemente duro III siglos de resistencia.
Una fotografía aérea tomada en 1944, por el Servicio Aerofotográfico Nacional del Perú, mostraba el montículo principal rodeado de otras estructuras más pequeñas, ocupando todo el conjunto un área extensa. Se hallaba entonces en medio de terrenos agrícolas, que en los años 1950, empezaron a ser urbanizados. Una compañía extractora de materiales de construcción empezó a depredar la huaca, lo que puso al descubierto a esta, provocando el interés de los investigadores. Fue explorada por Thomas C. Patterson en las décadas de 1960 y 1970, siendo Toribio Mejía Xesspe quien publicó en 1978 un primer informe sobre la huaca, con comentarios sobre la aparición de la arquitectura temprana en la costa central.
El sitio adquirió importancia a mediados de la década del cincuenta, cuando las operaciones de explotación de una cantera de roca, grava y ripio, realizadas en el lugar, revelaron la existencia de varios muros de piedra canteada y pisos de arcilla en el interior de una pirámide.
El investigador Carlos Willians definió este patrón arquitectónico. Según, es un templo en U se estructura de cuatro partes: pirámide central, extremidad derecha, extremidad izquierda y  cancha nivelada. La pirámide central se forma a la vez de cuatro componentes arquitectónicos: el núcleo, dos alas laterales, derecha e izquierda y finalmente el vestíbulo.

## Cronología
El fechado carbónico obtenido por Patterson (1985) lo sitúa hace 3660±170 a.p. (1680 a. C. aproximadamente), lo que lo ubica en el Formativo Inferior. Según la data encontrada, la construcción de la pirámide inicial corresponde al 3680 A.P. Y que el ala norte, la cual se conecta a la estructura, corresponde al 3645 A.P.

## Descripción
Su planta presenta la forma en U, es decir, tres construcciones ordenadas dando la forma de dicha letra, que encierran un inmenso patio:
- Una estructura o templo principal, de forma piramidal, que se yergue 17 m desde el suelo.
- Dos estructuras alargadas, a manera de brazos laterales del templo principal, que se extienden unos 500 m.

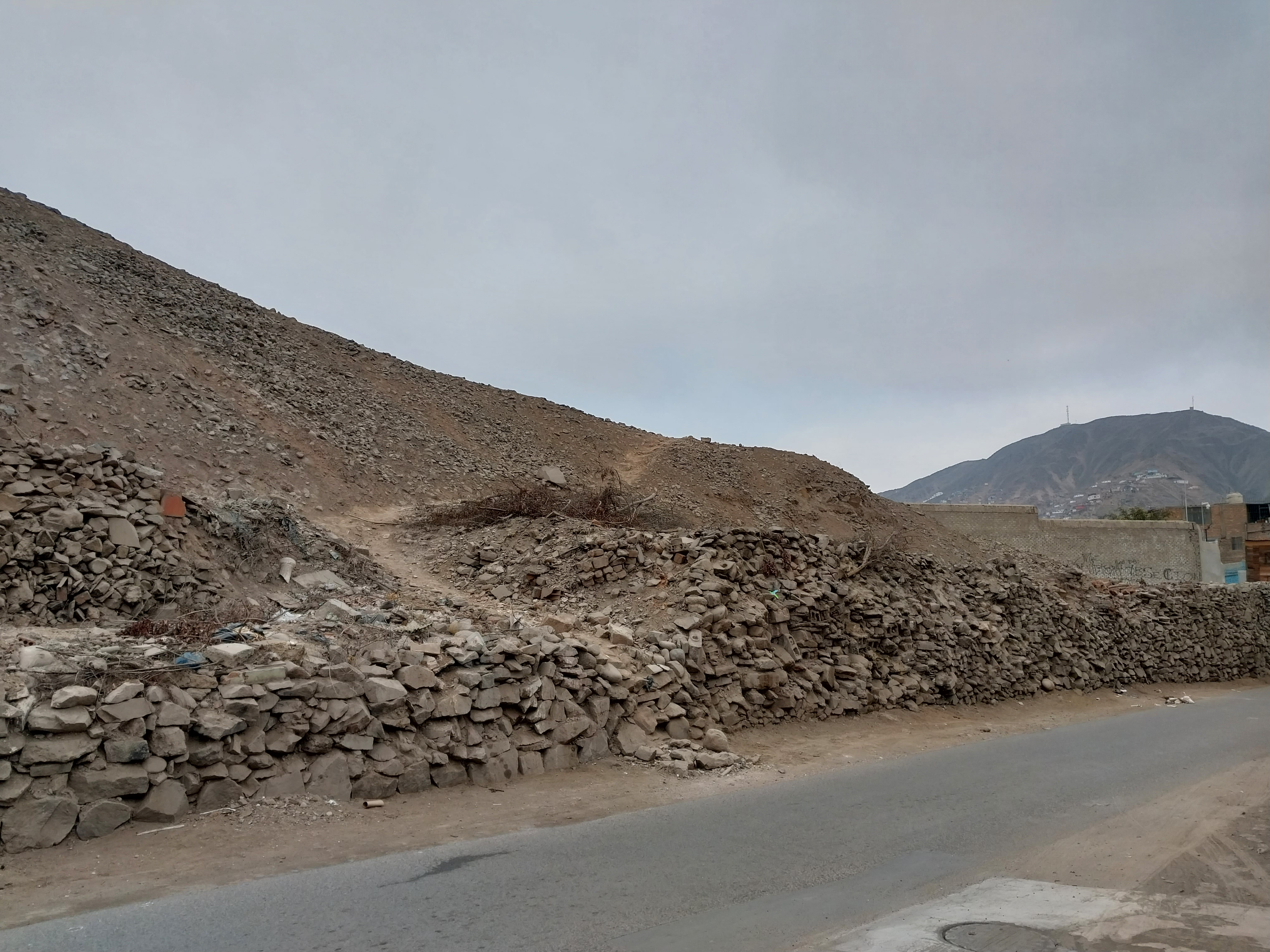
Base de la zona arqueológica

Carlos Williams (1980) calculó que su patio podría haber albergado hasta 100 000 personas, a razón de una por metro cuadrado, que era probablemente toda la población del área centro andina hace 3500 años; sin embargo, sostiene la tesis sobre el posible uso agrícola de ese inmenso espacio, tal vez con connotación ritual.
Se ha desenterrado también numerosos restos de cerámica, de capas de basura cerca de la base del montículo, en un área usada como cantera, según Patterson (1985). Su monumentalidad revela la existencia de diversas jerarquías sociales. La agricultura era seguramente la principal actividad económica de la sociedad que ocupaba esa zona, a diferencia de otros centros situados más cerca al mar, donde primaba la pesquería.

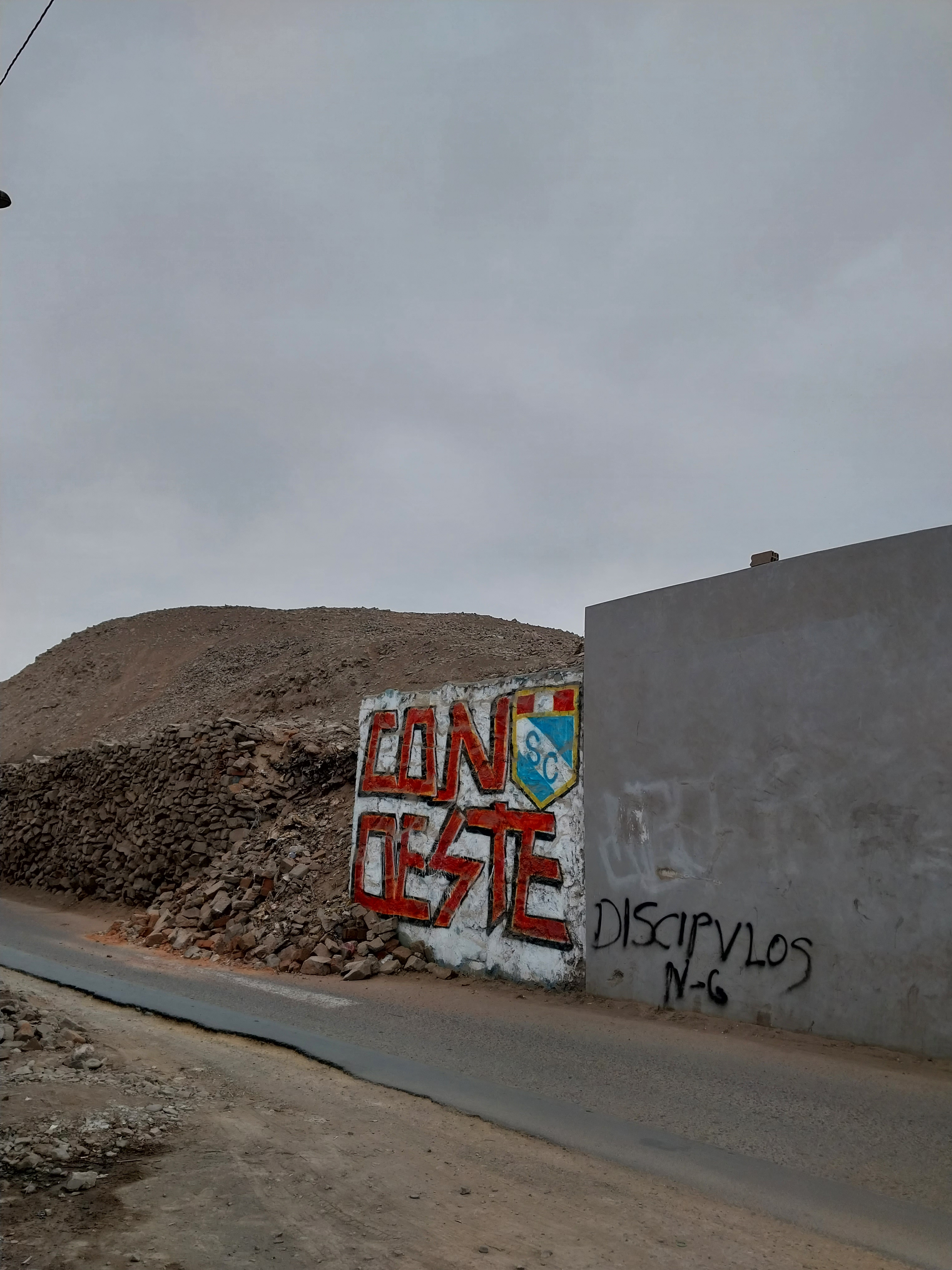
Límite de la zona arqueológica.

Actualmente, los restos arqueológicos de esta Huaca son respaldados según la Comisión de Cultura y PatrimonioLey 28296. La cual establece las políticas de defensa, protección, promoción, propiedad, y régimen legal y el destino de los bienes que constituyen el Patrimonio Cultural de la Nación.

## Historia
Los estudios realizados en Huaca La Florida nos indican que su primera ocupación data del -1800 a.c por la cultura Manchay, corresponde a la época preinca.

### Evolución del sitio

#### Complejo de Amancaes

##### Fase San Jerónimo (>1800 a.c)
No se conoce el momento del inicio de esta etapa; sin embargo, finalizaría alrededor del año 1800, antes de nuestra era. Debido a que no se encontraron restos cerámicos se ubica a finales del Arcaico Tardío. Las excavaciones de Muelle en el parque Juan Ríos se determina la importancia de los recursos marinos en su dieta, así la presencia de restos vegetales nos brinda indicios sobre sus avances en la horticultura.

##### Fase Amancaes (1800-1500 a.c)
Lo más característico de esta fase corresponde a la aparición de la arquitectura monumental, por el inicio de la construcción del templo en U de La Florida. Está fue la 1.ª ocupación de la estructura central del monumento. La cerámica apareció en esta etapa, donde los grupos cerámicos La Florida Marrón rojizo, seguido de La Florida Marrón grisáceo y la Florida marrón serían predominantes.

##### Fase El Bosque (1500-1200 a.C.)
Es en esta fase, donde se inició la edificación de construcciones de piedra que pertenecer al cuerpo central en la Segunda Ocupación. Se inició la construcción de una plataforma baja nuclear.

##### Fase Villacampa (1200-1000 a.C.)
A inicios de 1200, iniciaría la etapa de mayor volumen constructivo de la Huaca La Florida. Se terminaría la construcción del cuerpo central agregando el atrio, vestíbulo, etc. en las que serían las 3 últimas fases constructivas. Al finalizar el 1000 a.c, se abandona el templo en U por causas desconocidas.
Con la llegada de la república y en la colonia, la Huaca La Florida pasaría a formar parte de lo que se conoce como Hacienda Muñoz, y a partir de la década de los 50's, se poblaría con las urbanizaciones La Florida y el Bosque; degradando de forma significativa el templo central.

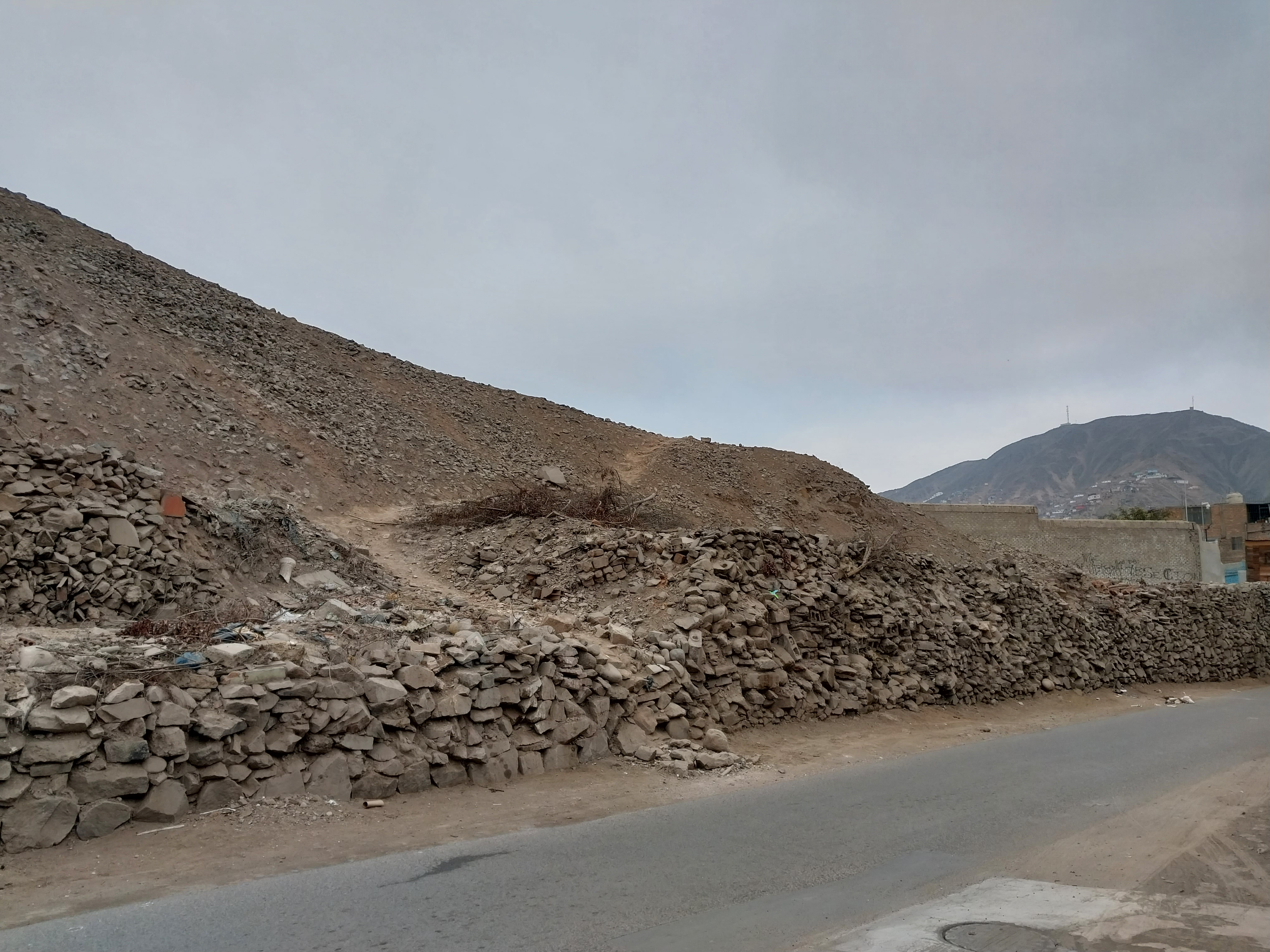
Huaca La Florida actualmente

### Arquitectura

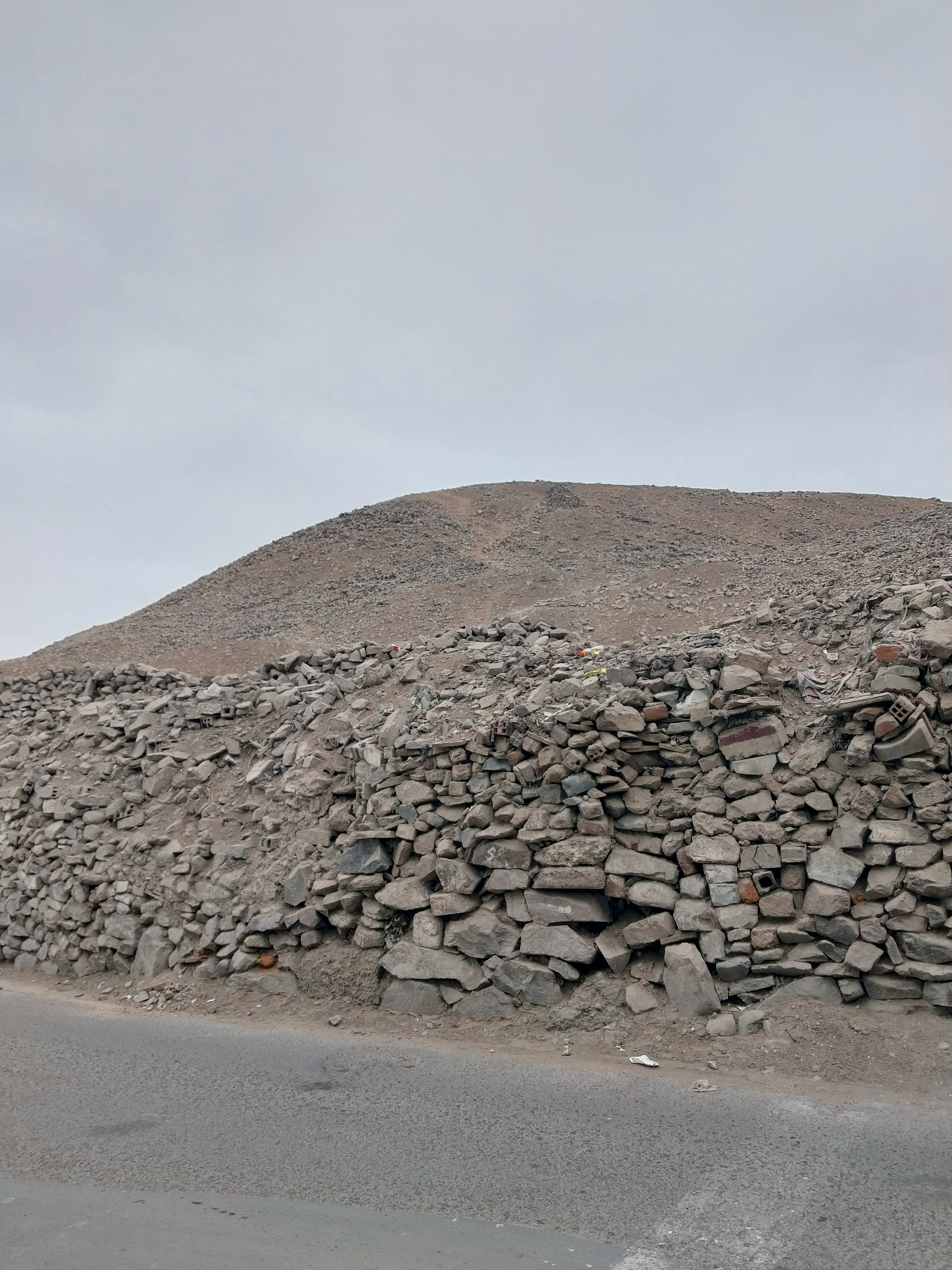
Fachada actual de Huaca La Florida, se observa el cuerpo central.

Debido a su antigüedad y ubicación, la Huaca La Florida es conocida como uno de los templos más antiguos en Lima y su arquitectura es significativa para el estudio arqueológico. La forma del templo es característica del valle del Rímac siendo 16 templos en total incluyendo La Florida. La arquitectura del templo es monumental y presenta una estructura en forma de U. El núcleo formado por el cuerpo central, este conformado por 3 componentes: el núcleo compuesto por plataformas de volumen troncocónico de planta cuadrangular situados en medio de dos salas laterales, derecha e izquierda, ubicadas a ambos lados del núcleo y el vestíbulo ubicado en el frontis de la estructura del núcleo. La reconstrucción propuesta por Tomas Patterson indica la diferencia de alturas entre ambas alas laterales. Los brazos pertenecientes al templo no están conectados al cuerpo central y presentan distintas longitudes, siendo el brazo derecho el de mayor longitud.